# Kereszténydemokrata Néppárt
A Kereszténydemokrata Néppárt (rövidített nevén KDNP) jobboldali magyar párt, amely 2010 óta a Fidesszel pártszövetségben Magyarország kisebbik kormánypártja. A KDNP 1989-es újraalapítását követően az 1990-es választáson került kormányra a Magyar Demokrata Fórummal és a Független Kisgazdapárttal koalícióban, majd a 2010-es választások óta immár a negyedik ciklusban jelenleg is kormánypárt a Fidesz – Magyar Polgári Szövetség mellett.
1944-es alapításakor a párt neve Keresztény Demokrata Néppárt volt, majd 1945-től Demokrata Néppárt néven létezett 1949-es feloszlatásáig. Az 1945-ös nemzetgyűlési választás után (nem önállóan indulva) kormánypárt volt, majd az 1947-es, ún. kékcédulás választáson a legerősebb ellenzéki párt lett. Korábbi neves tagjai Barankovics István, Farkas Dénes és Slachta Margit voltak.
A KDNP a Patrióták Európáért frakciójának tagja, európai parlamenti képviselője Hölvényi György. A párt elnöke 2003 óta Semjén Zsolt jelenlegi miniszterelnök-helyettes; ügyvezető alelnöke Latorcai Csaba, országgyűlési frakcióvezetője Simicskó István; míg ifjúsági szervezete, az Ifjúsági Kereszténydemokrata Szövetség elnöke Halmay Gábor.

## Története

### Előzmények: a KSzN
A KDNP elődszervezete az 1943. augusztus 26-án, Apor Vilmos győri püspöki palotájában tartott titkos találkozón megalakított Katolikus Szociális Népmozgalom (KSzN) volt – még nem párt, csupán öntevékeny és titkos társadalmi mozgalom, mely azonban már egy későbbi pártalakulat csíráit is magában hordozta.
A találkozón, melyen 23 reformista gondolkodású, katolikus közéleti személy vett részt (többségükben egyházi emberek), részben a KSzN tagszervezeteit képező három szociális indíttatású keresztény politikai mozgalom (a Magyar Dolgozók Országos Hivatásszervezete, a KALOT és az EMSZO) összefogásáról és jövőjéről kívántak döntést hozni, általánosabb síkon pedig arról: miként lehet a háború utánra (melynek elvesztését, és az ország sorsforduló előtt állását mindannyian nyilvánvalónak látták) olyan életképes keresztény pártot és közéleti mozgalmat átmenteni, illetve teremteni, amely szakít a nevükben a „keresztény” szót hordozó addigi pártok (KNEP, EKP) múltbeli, az addigi hatalom szolgálatába álló, korszerűtlennek tartott politizálásával, és képes folytatni a küzdelmet az egyházon kívüli, ultraradikális, diktatórikus társadalmi mozgalmakkal, érvényesítve a keresztény és szocialista elveket egyesítő pápai enciklikák szellemét.
A találkozón felvetődött, hogy a vesztes háború utáni helyzet megkívánhatja majd a szerveződő népmozgalomból egy új tömegpárt megalakítását is, de az ötlet azonnali megvalósítását (mivel a meglévő keresztény párt, az EKP riválisát jelentette volna) még nem látták időszerűnek.

### Az illegális és féllegális KDNP (1943–1945)

#### A párttá szerveződés
1943 őszére egyre nyilvánvalóbbnak látszott, hogy a keresztény értékek és érdekek védelme (ideértve a vallásszabadságot és az egyház(ak) szabadságának védelmét is), és a keresztényszocializmus társadalompolitikai programjának megvalósítása érdekében mégis csak szükséges egy pártot szervezni. Kerkai Jenő és Nagy Töhötöm 1944. februári pártalakítási terveit Serédi az 1944 május 14-i püspökkari konferencia elé vitte, ahol a püspöki kar megadta az elvi hozzájárulását a pártalakításhoz. A KSzN szervezetileg is csatlakozni kívánt a náciellenes pártszövetséghez, a Magyar Fronthoz, de a Front formális koalíciót akart létrehozni az ellenállásban részt vevő pártokból és csak koalícióképes, létező pártokkal volt hajlandó hivatalosan is társulni. Ezért október 11-én Kovrig Béla és Pálffy József KSzN-tagok felkeresték Serédi Jusztinián hercegprímást, egyházi részről a KSzN fő támogatóját, és kérték, hogy a haladéktalan párttá alakulást is támogassa, amihez a főpap hozzájárult, ejtve ezzel az addigi rendszert támogató „Egységes Keresztény Pártot”. Serédi egyben ekkor engedélyezte, hogy szabad a kommunistákkal együtt dolgozni és az új párt részt vehet a földalatti koalícióban. Hogy ez megtörténhetett, abban komoly szerepe volt Apor Vilmos püspök rábeszélésének. Pálffy még egy aznap éjjeli titkos kihallgatáson (vagy október 14-én este Pallavicini Györggyel együtt) átnyújtotta a Magyar Front memorandumát Horthy Miklós kormányzónak, melyben követelték a háborúból való kiszállást, és tájékoztatta arról, hogy a Front egy új koalíciós kormány alakítására készül.
A párt alakuló ülését (Kovrig Béla szerint) 1944. október 13-án tartotta. A megszervezésében komoly részt vállalt Pálffy, aki az értekezleten beszámolt arról, hogy további jelentős személyeket sikerült a párt számára megnyernie. Ezek közül a legfontosabb kétségkívül Barankovics István volt, a Magyar Nemzet c. újság főszerkesztője (45 tavaszára a párt vezetője: főtitkár lett). Az értekezlet, belátva, hogy a baloldalon is elismert Barankovics csatlakozásával leszerelhetnék a szélsőbaloldal KDNP-vel kapcsolatos vádjait (klerikális, reakciós), meghívta a Gestapo elől a budai ferences rendházban bujkáló hírlapírót a párt intézőbizottságába. Bejelentette csatlakozását a párthoz Közi Horváth József, az EKP képviselője is, Szekfű Gyula pedig Pálffyn keresztül üzente, nem csatlakozik semmilyen párthoz, a KDNP-hez sem, de szellemileg azonosítja magát annak céljaival. Az ülésen részt vett a csatlakozni kívánó Pallavicini György őrgróf, de végül, mivel az értekezlet nem fogadta el a királypárti, legitimista eszmék támogatását, így visszalépett szándékától. Végül az értekezlet elfogadta a KDNP programjául a KSzN programját, a Kovrig Béla és munkatársai által szerkesztett Magyar Társadalompolitika c. több száz oldalas tanulmányt. Ezt egy 32 oldalas, Merre megyünk (más néven: Utunk) c. füzetben foglalták össze röviden.
1944 őszétől kezdve a KDNP és alszervezeteinek szervezői Budapesten különböző helyeken és különböző személyi összetételben találkoztak, például 1944. november 30-án Budapesten, Varga László Galamb utca 4. számú lakásában, ahol ismertették a megjelentekkel a párt alapszabálytervezetét. Varga László ezt tekintette a KDNP megalakulásának, noha mások azt korábbra vagy későbbre datálják. Jelen voltak: Kerkai Jenő (KALOT), Varga Béla (kisgazdapárti országgyűlési képviselő), Közi Horváth József (prelátus, országgyűlési képviselő), gr. Pálffy József, Kovrig Béla (egyetemi tanár), Saád Béla (újságíró), Birkás Géza (a Keresztény Nemzeti Liga volt főtitkára) és a házigazda Varga László. A KDNP ezen a néven nem kapott működési engedélyt a megszálló németek uralta hatóságoktól, a párt több szervezőjét, mint Varga Lászlót vagy Barankovics Istvánt, letartóztatták vagy üldözték, egész 1945 szeptemberéig illegális maradt. Varga Lászlót négy nappal a november 30-i találkozó után tartóztatták le a nyilasok, ezen kívül letartóztatták a HSz majdnem teljes vezérkarát is, majd a Margit körúti fogházba szállították őket, és vádat emeltek ellenük hűtlenség címén. Bár fogságuk Cseh Jenő ügyvédnek és egy ügyésznek (aki következő év áprilisára tűzte ki a tárgyalást, így azt már nem tartották meg) köszönhetően csak 11 napig tartott, a következő pártgyűlésekre már nem kerülhetett sor 1945 februárjáig. Ez azonban a szervezőmunkát nem akadályozta meg teljesen.
1944 decemberében Nagy Töhötöm (SJ) Miskolcról (ahová november 2-án érkezett Ugrin József, népfőiskola-igazgató kíséretében) átszökött a fronton a szovjet főparancsnok, Malinovszkij marsall debreceni főhadiszállására a KALOT engedélyezése érdekében, az engedélyt előbb a szovjetektől, majd december 28-án a debreceni Ideiglenes Nemzeti Kormány művelődési- és belügyminiszterétől (Erdei Ferenc) sikerült is megszerezni (ezt a későbbi hatóságok nem ismerték el érvényesnek). Ugrin József csak később ment Nagy Töhötöm után ndash; 45. február elejéig a KALOT helyi szervezeteinek reaktiválását végezte, február elsején körlevelet adott ki, melyben megjelent a KDNP rövid, „ötpontos programja” is. Ugyancsak Debrecenbe utazott a fővárosból Kerkai Jenő is, és tárgyalásokat kezdtek az Ideiglenes kormány tagjaival – Dálnoki Miklós Béla miniszterelnökkel, gróf Teleki Géza vallás- és közoktatásügyi miniszterrel, és Vörös János honvédelmi miniszterrel – a KDNP engedélyeztetéséről is. Az engedélyt végül a miniszterelnök megadta, de csak szóban.
Ugrin Szegedre vitte a jóváhagyás hírét, így 1945. január 21-én e városban a párt megtartotta „hivatalos” „zászlóbontó” nagygyűlését, melyre már Kerkai Jenő, Meggyesi Sándor és Bálint Sándor is megérkezett. Ezzel vidéken megindult a párt szervezése. A munkát Egerben Kiss István teológiatanár, Debrecenben Zoltán Pál helyi HSz-elnök folytatták.
A főváros ostromának vége (február 13.) után, februárban Budapesten is újrakezdődött a szervezkedés. 1945. február 27-én már itt ült össze az új katolikus szervezet, a KDNP vezetősége a teendők megtárgyalására. Ez év első hónapjaiban a katolikus tömegszervezeteknek mind a mérsékelt, mind a radikális politikai nézeteket valló egyéniségei is részt vettek a munkában, úgysmint Barankovics István, Bácsalmási István, Bálint József és Sándor, Czupy Bálint, Farkas Béla és György, Hajdu Németh Lajos, Horányi Tibor, Jánosi József (SJ), Kerkai Jenő (SJ), Kovrig Béla, Mezgár Lajos, Nagy Töhötöm (SJ), Pálffy József, Sinkó Lajos, Slachta Margit, Szabados Pál, Szakolczay György, Szekfű Gyula, Ugrin József, Varga László. Közülük hamarosan abbahagyták a pártszervezést vagy a KDNP-ben való politizálást a következők: Birkás Géza, Karcsay Sándor, Közi-Horváth József, Mihalovics Zsigmond, Saád Béla, Sinkó Ferenc, Thaisz Andor, Tobler János, Varga László SJ, Vida István és Világhy Miklós, továbbá a Kisgazdapártban tovább politizáló Czupy Bálint, Farkas György, Hajdu-Németh Alajos és Horányi Tibor.
Ekkoriban, illetve ekkortól csatlakoztak a KDNP-hez olyan, Barankovics eszméihez közel álló „világi”, de katolikus személyek is, mint Bálint Sándor, Eckhardt Sándor, Mihelics Vid, Rónay György. 1945 februárjában csatlakozott a párthoz Slachta Margit, a Szociális Testvérek Társasága („szürke testvérek”) nevű közösség és a DLN nevű szervezet vezetője, aki hamarosan – a pártszakadásig – az intézőbizottság tagja lett.

#### Küzdelem a hivatalos működési engedélyért
1945-ben a háború végével csak a német hatóságok és a nyilas karhatalom üldözése szűnt meg, ám ezek helyett számolniuk kellett a kommunista hatóságok és titkosrendőrség (Államvédelmi Hatóság, ÁVO/ÁVH) zaklatásával. 1945. február 26-án az Ideiglenes Nemzeti Kormány (INK) az EMSZO-t és a HSz-t rendeletileg feloszlatta, mielőtt még munkájukat újrakezdhették volna, vezetőiktől megvonták a választójogot.
Bár minden fórumon megpróbálták, a párt nem kapott működési engedélyt a háború befejeztével alakult új hatóságoktól. Az Országos Nemzeti Bizottság (ONB), melytől az 1945. évi VIII. tvc. szerint minden, az 1944. december 2-án az SzDP, MKP, NPP, FKgP, SzSz pártok szövetségéből alakult Magyar Nemzeti Függetlenségi Fronton (MNFF) kívüli pártnak engedélyt kellett kérnie a működéshez, nem ismerte el a Dálnoki Miklós Béla által kiadott engedélyt. A kísérletek megindultak a párt engedélyeztetésére, de csak részeredményekkel (Budapestre érvényes engedély) vagy eredmények nélkül végződtek, míg végül Varga László Budapesti Nemzeti Bizottsághoz adott kérelmére válaszul, az Budapestre érvényes működési engedélyt adott; az országos működés azonban nem volt biztosítva.
Az erre vonatkozó engedély megadását először Erdei Ferenc belügyminiszter utasította el, illetékesség hiányára hivatkozva; ezután az Ideiglenes Nemzeti Kormány április 18-i ülésén foglalkozott az üggyel, és a Dálnoki Miklós Béla által kiállított engedélyt lényegében érvénytelenítette, mivel az ülés során az a vélemény alakult ki, hogy ez nem jelent többet, mint amennyit az INK nyilatkozata a szólás-, szervezkedési és gyülekezési szabadságról bárkinek biztosít (egyedül Teleki Géza állt ki fenntartás nélkül a KDNP engedélyezése mellett). Szintén április 18-án, de Budapesten, hasonlóan határozott az ONB, amely határozottan megvonta a párttól a működési engedélyt. Ezzel a legalitás lehetőségei bezáródni látszódtak. A párt engedélyezése csak a szakadása után történt meg, 1945. szeptember 17-én.

#### A pártszakadás
1945 elején a KDNP nevét Demokrata Néppártra változtatta, Barankovics István vezetése alá került, majd hamarosan kettészakadt.
Eleve fennálltak a pártban bizonyos világnézeti ellentétek, főleg a Kovrig-féle Magyar Társadalompolitika c. programkönyvben kidolgozott reformtervezetek kapcsán. Ezzel összefüggésben  a katolikus egyházi vezetők és a népi mozgalmak vezetői között is kiéleződtek az ideológiai ellentétek. Ezek a gyakorlati, szervezési koncepciókülönbségekben is megnyilvánultak. Pálffy József például mindent megtett az egyházi támogatás elnyeréséért, és a klérus többsége inkább őt látta szívesen a párt élén; míg Barankovics nemcsak a régebbi keresztény pártoktól határolta el magát, de világosan le kívánta szögezni, és le is szögezte: a (K)DNP nem egyházi párt. A párton belül hamarosan két szárny alakult ki, a konzervatív szárny vezére Pálffy volt, a radikálisabbé Barankovics, az egykori KSzN-vezetők is őt támogatták. A konzervatív szárny azzal vádolta Barankovicsot, hogy túlságosan könnyen tesz engedményeket az ellenséges kommunista hatóságoknak a pártengedély megszerzése érdekében. A radikális szárny viszont szemére vetette Pálffynak, hogy testvérére, Pálffy Fidél nyilas funkcionáriusra hivatkozva a pártot ért alaptalan támadások látszólagos megalapozást nyerhetnek.
A radikális szárny egyértelmű többségben volt a pártban, és hamarosan átvette az irányító szerepet. Az április 27-i értekezleten a pártot a Demokrata Néppárt, azaz DNP névre keresztelték át. Ennek fő oka, hogy a párt a korábbi, nevükben szintén „keresztény” pártoktól való különbségét szerette volna hangsúlyozni, és azoknak a korábbi hatalmat támogató politizálásától elhatárolódni. Barankovics a szerkesztésében készülő Útmutatóban nyomatékosan felhívta a figyelmet, hogy a DNP-nek nincs kapcsolata a KKP-vel, és elhatárolja magát az addigi keresztény jelszó alatt történt politizálástól; a protestáns szervezetekkel még nem alakult ki kapcsolatuk, ezért a katolikus tömegszervezetekre (mint a KALOT) kívánnak támaszkodni. Az értekezleten számításba vették, hogy ha a pártot nem engedélyeznék, akkor képviselőiket az FKgP és a PDP színeiben indítják. A DNP indulását nemcsak Barankovics és Szekfű Gyula, hanem Jánosi József páter is sürgette, aki később a párt világnézeti tanácsadója  lett. Jánosi is egyetértett a KDNP nevének DNP-re változtatásával.
Barankovics István, akit távollétében Kerkai javaslatára hívtak meg az intézőbizottságba, és aki a február 27-i ülésen már személyesen, az április 27-i ülésen pedig már mint intézőbizottsági tag vett részt, nemsokára  Pálffy és Ugrin mellett „elnöki” bizottsági tag lett (a választmány a főtitkári pozíciót ideiglenesen egy háromtagú „elnöki” bizottsággal cserélte fel a pártszakadás megakadályozására – ám ezt a döntést Pálffy nem volt hajlandó elfogadni). A választmány május 8-i ülésén egyetértett abban, hogy ezt a visszás helyzetet sürgősen rendezni kell, és egy Barankovics által benyújtott bizalmatlansági indítványt elfogadva, Pálffy helyébe Barankovicsot választották főtitkárnak. Jelen voltak Pálffy (az ülés elnöke), Bácsalmási István (az Emericana volt országos ifj. vezetője), Bálint József (KALOT-lelkész), Barankovics, Palágyi Natália nővér (Slachta Margit képviseletében), Ugrin József, Varga László. Varga visszaemlékezése szerint a választmány egy szavazat-többséggel fogadta el az indítványt, Pálffy helyébe Barankovicsot választva főtitkárnak; új elnököt nem választottak.
Bár a KPK inkább Pálffyékkal szimpatizált, ezzel együtt több tagját aggodalommal töltötte el a párt megosztottsága. A Katolikus Püspöki Kar május 24-i konferenciáján elnöklő érsek, Grősz József már sajnálkozását fejezte ki a katolikus tábor megosztottsága miatt, Mindszenty kifejtette, bár nem tartja lehetetlennek, hogy támogassa az FKgP-t, de a DNP indulását mégis jó lenne tudomásul venni, továbbá javasolta, hogy a nevében nem katolikus párt ügyvezető elnöke legyen Pálffy. A párt támogatása mellett szólt Czapik Gyula egri érsek is. Határozatban mondták ki végül, „A Demokrata Néppárt indulási szándékát, és azt, hogy keresztény elvek szerint kíván dolgozni, örömmel veszi tudomásul a nagyméltóságú püspöki kar”.
A párt két szárnyának vezetői közvetlenül tárgyaltak Mindszentyvel, külön Pálffy és Barankovics; illetve Grősz érsekkel. Az új főtitkár és a mellette felsorakozó reformmozgalmi vezetők helytelenítették a klérus (már a KPK-határozatban is megnyilvánuló) régies politikai gyámkodását. A vita lényege így nem a DNP egyházi támogatásának megnyerése volt, hanem inkább ellenkezőleg: a támogatás korszerű keretek közt maradása (korszerű kereszténydemokrata párt közvetlen egyházi felügyeletet és támogatást nem is igényelhet, mégkevésbé irányítást, és az egyház sem fonódhat össze semmilyen párttal).
A párt szakadása nyárra teljesnek volt mondható; a Pálffy vezette csoport szeptember 6-i tisztújító közgyűlésén hivatalosan is elhatározta az az évi választáson való önálló indulást. A csoport Barankovicsék akarata ellenére a KDNP nevet választotta, alelnök lett Slachta Margit, pártügyész: Landgraf Dezső, pártigazgató: Kuchinka Gyula, az intézőbizottság tagjai: Beresztóczy Miklós, Boér Miklós, Gyökössy Alajos, Hudovernig László, Kalmár János, Kisvölcsey András, Novák Imre, Pallavicini György, Paulay Lajos, Révhegyi Ferenc, Tobler János.

### A DNP (1945–1949)
Az 1945. május 8-án új nevet választó DNP elnöke, Barankovics modern, programját a pápai szociális enciklikákra építő kereszténydemokrata párttá kívánta formálni a DNP-t, szükségesnek tartotta a köztársasági államformát, hirdette a nyugat-európai értelemben vett kereszténydemokrácia követését, de figyelembe véve az itthoni helyzetet, fontosnak tartotta a kapcsolatok ápolását a Szovjetunióval.
A Barankovics vezette Demokrata Néppárt indulását a Pálffy-féle KDNP-vel szemben, az ONB engedélyezte, ám az 1945. évi választáson a hátralevő idő rövidsége miatt egyik sem indulhatott, csak a FKgP segítségével juttatott 2 képviselőt (Bálint Sándor és Eckhardt Sándor) a parlamentbe.
A párt politikájában a szociális elvek érvényesülését hirdette, gyakorlati tevékenységében megjelent a kiépülő kommunista diktatúra elleni küzdelem is. 1947-es választáson a párt 62 mandátumot szerzett, így a legerősebb ellenzéki pártként jutott a parlamentbe, ezért az MDP vezetői elhatározták a felszámolását. Barankovics egy 1949. január 25-én Rákosival folytatott beszélgetés hatására (melyen a diktátor a párt megszűnését/feloszlatását és a Mindszenty-elleni koncepciós perben nyújtott támogatást követelt); hogy megmentse a párt tagjait az üldözéstől, bejelentette annak feloszlatását, közben az amerikai követség emberei segítségével Bécsbe menekült; ezzel (legalábbis ideiglenesen) megszűnt a 18 hónapja jelentős ellenzéki szerepet kifejtő DNP. Képviselői közül így is többen börtönbe kerültek. 1949-ben őrizetbe vették és tíz évre bebörtönözték a KDNP szervezői közé tartozó Kerkai Jenő jezsuita atyát is (ő szerzetes lévén nem volt sem KDNP, sem DNP-tag, de óriási részt vállalt ezek kialakításában), népellenesség és összeesküvés vádjával.

### Az emigráció és a forradalom (1949–1956)

#### Az emigráció
A kereszténydemokrata emigráció tagjai (itt a Barankovics- és a Pálffy-párt követőiről is szó van) ugyanakkor igyekeztek tovább működtetni a pártot különféle emigráns szervezetekben és csúcsszervezetekben.
Pálffy gr. Teleky Béla és Máriaffi Lajos (és mások – az ún. „mérsékelt 39-esek”) társaságában megalapította a Történelmi Magyar Alkotmány Alapján Állók Csoportja nevű szövetséget, mely 1950 októberétől nevét Uniora változtatta, később beolvadt a BENE (Bolsevizmus-ellenes Nemzeti Erők) nevű csúcsszervezetbe. Az amerikai tagok lengyel, cseh és balti kereszténydemokrata vezetőkkel együtt részt vettek a Közép-Európai Kereszténydemokrata Unió megalapításában, az európai emigrációban élők pedig rendszeresen részt vettek a Nemzetközi Kereszténydemokrata Unió, a mai Európai Néppárt elődjének kongresszusain,  és tájékoztatták nyugati politikai partnereiket a szovjet megszállás alatt sínylődő országok, illetve társadalmak kiszolgáltatottságáról. Az 56-ban alakult, a magyar emigráns kormány szerepét betölteni kívánó Magyar Nemzeti Bizottságnak és a Magyar Bizottságnak Varga László is tagja lett. Ebben a tisztségében számtalan memorandumban hívta fel a világ kormányai, valamint az ENSZ figyelmét a magyar kommunista diktatúra embertelenségére, hozta napvilágra a recski kényszermunkatábor borzalmait és a fiatalkorúak kivégzésére vonatkozó „jogszabályokat”, amelyeket azután a diktatúra hatálytalanítani kényszerült.

#### Forradalom
Az 1956-os forradalom alatt rövid időre megszűnt a kommunista diktatúra, újra megnyílt a politikai lehetőség a demokratikus pártéletre; gondolni lehetett a KDNP és a DNP újjáalakítására.
1956. november 1-jén a Kossuth Rádióban Farkas Dénes – a párt korelnöke – felhívást tett közzé a DNP újjászervezésére. Ez a kommunista diktatúra újjászervezése miatt nem történhetett meg (Farkast 1957-ben internálták).
A KDNP-t viszont sikerült újjáalakítani Budapesten, s az 1956. október 31-étől november 4-éig működött. Az 1947. júliusban föloszlatott pártot 56 októberében több csoportban újjáalakították. A Mikó Árpád elnök és Molnár György főtitkár fogalmazta program megegyezett a forradalmi követeléseivel), követelték Mindszenty József bíboros szabadon bocsátását és visszahelyezése hivatalába, és a teljes vallásszabadságot. Az Apponyi tér 1. sz. alatti csoport gr. Pálffy József egykori irányzatát követte. A újjászervezését bejelentő röpiratukban azokat szólították, „akik leszámoltatok a tizenegy éve kitenyésztett nemzetgyilkosokkal, széjjeltéptétek évtizedes bilincseinket, jöjjetek, segítsetek felépíteni a keresztény erkölcs jegyében az új, szebb és boldogabb, szabad, független Magyarországot”; a sajtóban megjelent írások szerint kijelentették továbbá, hogy a párt „felekezeti különbség nélkül minden magyar embert, aki a keresztény etikát magáévá teszi, szívesen lát soraiba. Egyetlen feltétel, hogy a jelentkező mind az elmúlt Rákosi-Gerő korszak, mind a fasizmus bűneiben teljesen bűntelen legyen”. Győrben Papp Kálmán megyés püspök támogatta szervezését, csoportjuk október 27-én alakult az Arany János u. 29. szám alatt, Kohári István ügyvéd ideiglenes elnökletével, elnökhelyettese Keszthelyi Gyula kanonok, vezető tagjai Mészáros Ödön tanár, Tóth Gyula fogorvos.

### 1989 után

#### Az újjászervezés
1989-1990-ben az ismét Kereszténydemokrata Néppártként megalakult formáció újjászervezésében is jelentős szerepet vállaltak az emigrációban élő egykori tagok, zömmel a Barankovics-párt öregjei. A párt az SZDSZ politikusai, elsősorban Magyar Bálint és Mécs Imre ellenzése és Szabad György támogatása mellett a rendszerváltó szervezetek legfontosabb szövetsége, az Ellenzéki Kerekasztal tagja lett. 1989. szeptember 30-án Budapesten a párt legfelsőbb döntéshozó szerve, az Országos Választmány (OV) megtartotta I. ülését és megválasztotta első vezetőségét, élén Keresztes Sándor elnökkel. A párt alapítólevelében megfogalmazott célja: hozzájárulni a többpártrendszeren alapuló demokratikus magyar jogállamiság és valódi népképviselet megteremtéséhez, érvényre juttatni a szociális igazságosságról vallott, a keresztény hiten és kulturális örökségen alapuló felfogást.
Az első szabad országgyűlési választáson, (1990. március 25–április 8.) – a kereszténydemokraták 6,46%-os eredménnyel szerepelt, az MDF és az FKgP mellett tagja lett az Antall József vezette kormánykoalíciónak, amelynek népjóléti minisztere a párt tagja, Surján László lett, akit az OV ez évi II., budapesti ülésén (május 27.) a 15 tagú vezetőség élére és pártelnöknek választotta (az 1991. március 16–17-én tartott OV-ülés újra őt szavazta meg elnöknek).
1990 júniusában Brüsszelben az Európai Kereszténydemokrata Unió (EUCD) a KDNP-t felvette tagjai sorába, majd augusztus 30-án, Helsinkiben a párt csatlakozott az Európai Demokrata Szövetséghez (EDU); 1993. január 14–15-én tartott brüsszeli konferenciáján Surján Lászlót (még mindig a KDNP vezetője) alelnökké választotta.
Az 1994. május 8–29-i országgyűlési választáson a párt a szavazatok 7,03%-át szerezte meg, így a 386 tagú parlamentben 22 mandátumhoz jutott, és ellenzékbe került. A június 5-én Dobogókőn megalakult új parlamenti frakció vezetőjévé Füzessy Tibort választották. A június 25-én tartott OV-ülésen szűkített létszámú, mintegy féléves mandátummal felruházott vezetőséget szavaztak meg: ismét elnök lett Surján László, alelnökök pedig Giczy György, Mikola István és Latorcai János.
1995. január 28–29-én a Budapesten ülésező OV a módosított alapszabály szerint megosztotta az elnöki funkciót, és létrehozta az ügyvezető elnöki posztot, amit Füzessy Tibor kapott (később, mivel az Országgyűlés alelnöke lett, lemondott); a párt elnökévé Giczy Györgyöt választották, aki a KDNP-t az MDF szatellitpártjaként működtető Surján Lászlóval szemben az önálló politikát hirdette. Február 19-én Füzessy helyett Isépy Tamás vette át a parlamenti képviselőcsoport irányítását, ez vitákhoz vezetett; de a parlamentiek egy év múlva Isépyt megerősítették tisztségében. Szeptember 5-én az ellenzéki Fidesz, MDF és KDNP az együttműködés szervezettebbé tétele céljából „koordinációs egyeztető tanácsot” hozott létre.

#### Az újabb pártszakadás
1996-tól a KDNP pereskedésekbe torkolló belső pártharcok következtében szétesett és elvesztette támogatóinak nagy részét.
1996. december 14–15-én, viták közepette és bírósági végzés alapján megtartott OV-ülésen újra Giczy György lett a KDNP elnöke, Isépy Tamást pedig felszólították, hogy mondjon le a parlamenti csoport vezetéséről. A frakcióvezető és társai pert indítottak pártjuk ellen, amelyet 1997. január 7-én meg is nyertek. A Fővárosi Bíróság elsőfokú ítéletében, alapszabály-ellenesség indokával megsemmisítette a választmány határozatát, a KDNP fellebbezett.
1997. március 8-án a pártelnökség megszüntette a Keresztes Sándor tiszteletbeli elnök és Varga László képviselők által, az egység helyreállítása érdekében szervezett Barankovics-platformot. Július 21-én Giczy György elnök párton belüli ellenfelei – a platform helyett – megalakították a Kereszténydemokrata Szövetség Egyesületet. Április 28–án a Legfelsőbb Bíróság jogerősen a képviselőcsoportnak adott igazat. Az ítélet szerint új, tisztújító választmányi ülést kellett összehívni. Június 21-22-én azonban a választmány újra Giczy Györgyöt helyezte a pártelnöki székbe, a vezetőségbe túlnyomórészt az ő hívei kerültek be.

A pártot, egyes politikusainak a MIÉP-pel fenntartott kapcsolatai miatt kizárták az Európai Kereszténydemokrata Unióból, majd 1997-ben kettészakadt. Országgyűlési frakciója 1997 júliusában megszűnt, vezetői a ciklus végéig részben független képviselőként folytatták (Giczy György, Füzessy Tibor vagy Hasznos Miklós); a párt alelnöke, Semjén Zsolt a házszabály által megkövetelt félévnyi függetlenség után átült az MDF, Surján László pedig a Fidesz frakciójába. A pártszakadást követően jött létre a Magyar Kereszténydemokrata Szövetség (MKDSZ), amelynek mai társelnökei Surján László és Harrach Péter, aki 1998-ban ugyancsak a Fidesz támogatásával nyert parlamenti mandátumot.

#### Ismét talpon
A kizárások és kilépések következtében megszűnt KDNP működése a Legfelsőbb Bíróság döntése nyomán 2002 novemberében állt helyre. Az LB-határozat alapján összehívott választmány Varga Lászlót, a Fidesz parlamenti képviselőjét választotta pártelnöknek, az elnökhelyettesek Mikola István volt egészségügyi miniszter, Harrach Péter és Semjén Zsolt, alelnökök Básthy Tamás, Latorcai János, Nógrádi László, illetve Surján László – Mikola kivételével valamennyien a Fidesz képviselői – lettek. Még ebben az évben, Varga László elnök halála után a párt elnökségét Semjén Zsolt vette át, aki 2002-ben a Fidesz-MDF közös listán (a Fidesz jelöltjeként) került a parlamentbe. A KDNP a Fidesz-szövetség tagjaként – a szintén a Fidesz keretein belül működő MKDSZ-t háttérbe szorítva – a 2006-os választásra megállapodást kötött a Fidesszel a két párt képviselőinek közös listán való indításáról. A KDNP így 2006-ban ismét önálló parlamenti frakciót alakíthatott. A Fidesz elnöke egységes frakciót szorgalmazott, a két pártelnök végül „Magyar Szolidaritás Szövetsége” néven frakciószövetség alakításáról egyezett meg. A frakciószövetség elnöke Orbán Viktor, társelnöke Semjén Zsolt lett. A Fidesz-szövetség 164 parlamentbe jutott közös jelöltjéből 23-an döntöttek úgy, hogy a KDNP frakciójának tagjai lesznek (a közös listán 21 KDNP-jelölt jutott be, de közülük többen a Fidesz-frakcióban maradtak, míg több régi fideszes – köztük Nagy Andor, Orbán Viktor egykori kabinetfőnöke – a KDNP képviselőcsoportját választotta). A választás után, 2006 májusában az MKDSZ – melynek egyik társelnöke, Harrach Péter a Fidesz-KDNP közös listával kapcsolatban 2005 őszén a KDNP-t „a Fidesztől jobbra álló radikális, egyházias pártnak” nevezte – újra egyesült a KDNP-vel, tevékenységét a Kereszténydemokrata Néppárt keretein belüli önálló csoportosulásként folytatva.
2022. szeptember 22-én, Navracsics Tibor bejelentette, hogy átül a KDNP frakciójába, amely ezzel 19 mandátumra nőtt az országgyűlésben.

## Szervezeti felépítése

### Elnökei
| A KDNP elnökei | A KDNP elnökei | A KDNP elnökei   | A KDNP elnökei  | A KDNP elnökei | A KDNP elnökei |
| #              | Kép            | Név              | Hivatal kezdete | Hivatal vége   | Forrás         |
| -------------- | -------------- | ---------------- | --------------- | -------------- | -------------- |
| 1              |                | Keresztes Sándor | 1989            | 1990           |                |
| 2              |                | Surján László    | 1990            | 1995           |                |
| 3              |                | Giczy György     | 1995            | 2001           |                |
| 4              |                | Bartók Tivadar   | 2001            | 2002           |                |
| 5              |                | Varga László     | 2002            | 2003           |                |
| 6              |                | Semjén Zsolt     | 2003            | hivatalban     | [ 40 ] [ 41 ]  |

## Ideológia, pártprogram
Magát a kereszténydemokrácia ideológiáját követő pártnak vallja. Pártprogramja a „Hittel, bizalommal, őszintén hazánkért, nemzetünkért” címet viseli.
- A párt ellenzi az azonos neműek házasságát, vagy hogy gyermeket fogadhassanak örökbe.
- Nem engedélyeznék az abortuszt.
- Szorgalmazta a családi adó bevezetését és a privatizáció leállítását.
- Bevezette az üzletek vasárnapi zárva tartását amit később társadalmi nyomásra megszüntettek.
- Pártolta, hogy az új alkotmány hivatkozzon az ország keresztény örökségére, és megemlítse Istent is.

## Választási eredményei

### Országgyűlésiválasztások
Demokrata Néppárt

| Választás | Szavazatok száma | Szavazatok aránya | Mandátumok száma | Mandátumok aránya | Parlamenti szerepe |
| --------- | ---------------- | ----------------- | ---------------- | ----------------- | ------------------ |
| 1945-ös*  | —                | —                 | 2                | 0,49%             | kormánypárt        |
| 1947-es   | 824 259          | 16,5%             | 60               | 14,6%             | ellenzék           |

*Az FKgP-vel kötött választási megállapodás értelmében jelöltjei FKgP színekben indultak, önálló jelöltjük nem volt, a parlamentben FKGP színekben politizáltak
- 1949-ben erőszakkal feloszlatták

Kereszténydemokrata Néppárt

| Választás | Szavazatok száma (I. forduló) | Szavazatok aránya (I. forduló) | Szavazatok száma (II. forduló) | Szavazatok aránya (II. forduló) | Mandátumok száma | Mandátumok aránya | Parlamenti szerepe |
| --------- | ----------------------------- | ------------------------------ | ------------------------------ | ------------------------------- | ---------------- | ----------------- | ------------------ |
| 1990-es   | 317 183                       | 6,46%                          | 126 636                        | 3,71%                           | 21 / 386         | 5,44%             | kormánypárt        |
| 1994-es   | 379 573                       | 7,03%                          | 126 616                        | 2,95%                           | 22 / 386         | 5,70%             | ellenzék           |
| 1998-as   | 116 065                       | 2,59%                          | 1 479                          | 0,31%                           | 0 / 386          | —                 | nem jutott be      |
| 2002-es1  | 219 029                       | 3,90%                          | 5 280*                         | 0,12%*                          | 0 / 386          | —                 | nem jutott be      |
| 2006-os2  | 2 272 979                     | 42,03%                         | 1 511 176                      | 46,65%                          | 23 / 386         | 5,95%             | ellenzék           |
| 2010-es2  | 2 706 292                     | 52,73%                         | 620 138                        | 53,81%                          | 36 / 386         | 9,32%             | kormánypárt        |
| 2014-es2  | 2 264 780                     | 45,04%                         | –                              | –                               | 16 / 199         | 8,04%             | kormánypárt        |
| 2018-as2  | 2 824 647                     | 49,60%                         | –                              | –                               | 16 / 199         | 8,04%             | kormánypárt        |
| 2022-es2  | 3 060 706                     | 54,13%                         | –                              | –                               | 18 / 199         | 9,05%             | kormánypárt        |

1 A Centrum Párttal közös listán, viszont a 2002-es országgyűlésen szereplő KDNP-t jogtalannak tartotta a bíróság, így novemberben feloszlatta azt, a Bartók Tivadar féle KDNP-ből lett a KDP, ami habár országos listát állított csupán 2362 (0,04%) szavazatot gyűjtött be.
2 A Fidesszel közös listán

### Európai parlamentiválasztások
A KDNP a 2009-es európai parlamenti választáson indult először, a Fidesszel közös listán.
| Választás | Szavazatok száma | Szavazatok aránya | Mandátumok száma | +/- | Európai parlamenti csoport | Európai párt          |
| --------- | ---------------- | ----------------- | ---------------- | --- | -------------------------- | --------------------- |
| 2009-es1  | 1 632 309        | 56,36%            | 1 / 22           |     | Európai Néppárt (EPP)      | Európai Néppárt (EPP) |
| 2014-es1  | 1 193 991        | 51,48%            | 1 / 21           | 0   | Európai Néppárt (EPP)      | Európai Néppárt (EPP) |
| 2019-es1  | 1 824 220        | 52,56%            | 1 / 21           | 0   | Európai Néppárt (EPP)      | Európai Néppárt (EPP) |
| 2024-es1  | 2 048 211        | 44,82%            | 1 / 21           | 0   | Patrióták Európáért (PfE)  | Független             |

1 A Fidesszel közös listán

## További információ
- Matheovits László, K.F.T.  (Havi3as)
- A párt honlapja
- Mihályi Gilbert O. Praem.: Az egyház társadalmi tanítása VIII. – Katolikus szociális reformmozgalmak hazánkban a Rerum Novarum utáni időkben.
- Kovács K. Zoltán: Ki volt Varga László?
- Erdődy Gábor - Fazekas Csaba: A magyarországi kereszténydemokrácia gyökerei és alternatívái Archiválva 2018. október 11-i dátummal a Wayback Machine-ben. Magyar Szemle. 2005. 7-8. sz. 94-119. p.
- VoksCentrum: ;
- MTI: A KDNP rövid története[halott link]
- Gergely Jenő: A katolikus egyház története Magyarországon 1919-1945 Archiválva 2007. június 30-i dátummal a Wayback Machine-ben.
- Javorniczky István: Életútinterjú dr. Keresztes Sándorral Archiválva 2020. augusztus 21-i dátummal a Wayback Machine-ben
- Jezsó Ákos: Amikor az egyház (még) politizált. Evangélikus Élet, 2005/02.
- Szalma Botond, a KDNP budapesti elnöke pártjáról és annak a Fideszhez való viszonyáról (2012. április 3.)
- A kereszténydemokrácia magyarországi története. Barankovics István Alapítvány.  Archiválva 2014. március 19-i dátummal a Wayback Machine-ben
- A kereszténydemokrácia magyarországi történetének forrásai. Barankovics István Alapítvány.  Archiválva 2014. március 19-i dátummal a Wayback Machine-ben
- A kereszténydemokrácia magyarországi történetének online szakirodalma. Barankovics István Alapítvány.  Archiválva 2014. március 19-i dátummal a Wayback Machine-ben
- Istennel a hazáért és a szabadságért. Film a magyarországi kereszténydemokrácia történetéről. Barankovics István Alapítvány.
- A magyar kereszténydemokrácia XXI. századi történetének válogatott forrásai. Barankovics István Alapítvány.
- A magyar kereszténydemokrácia XXI. századi történetének szakirodalma. Barankovics István Alapítvány.
- Negyedszázados évfordulóját ünnepli a KDNP I. rész Barankovics István Alapítvány
- Negyedszázados évfordulóját ünnepli a KDNP II. rész Barankovics István Alapítvány  Archiválva 2014. október 21-i dátummal a Wayback Machine-ben
- Negyedszázados évfordulóját ünnepli a KDNP III. rész Barankovics István Alapítvány  Archiválva 2014. október 15-i dátummal a Wayback Machine-ben
- Varga László egy visszaemlékezése